# Флаг Петровского района (Тамбовская область)
Флаг муниципального образования Петро́вский район Тамбовской области Российской Федерации — опознавательно-правовой знак, служащий официальным символом муниципального образования.
Флаг утверждён 1 июля 2011 года и 2 ноября 2011 года внесён в Государственный геральдический регистр Российской Федерации с присвоением регистрационного номера 7212.

## Описание
«Прямоугольное полотнище с отношением ширины к длине 2:3, воспроизводящее композицию герба Петровского района в голубом, жёлтом, зелёном и красном цвете».
Геральдическое описание герба гласит: «В лазоревом и золотом поле, косвенно пересечённом стеблем в лазури золотым, а в золоте зелёным из которого в лазури произрастает — пять золотых колосьев, в золоте — червлёное яблоко на зелёном черенке с таковыми же листьями».

## Символика
Флаг разработан на основе герба Петровского района, который языком символов и аллегорий отражает природные, экономические и исторические особенности Петровского района.
Район расположен в западной части Тамбовской области. Чернозёмные почвы и благоприятный климат стали основой для успешно развития сельского хозяйства района. Многочисленные предприятия, занимающиеся выращиванием разнообразных сельскохозяйственных культур, и в первую очередь зерновых, снискали району славу одного из кормильцев Тамбовской области. Но более всего Петровский район знаменит своими садами. Здесь культивируют высокоурожайные сорта яблони, груши, земляники, смородины, черноплодной рябины, калины, жимолости, облепихи.
Яблоко и колосья — символы плодородия, изобилия — показывают Петровский район как сельскохозяйственный. Золотое поле — символ урожая, богатства, стабильности, жизненной силы и зелёный цвет — символ молодости, жизненного роста, природы дополняют символику флага.
Голубое поле — указывает на развитую речную сеть на территории района. Среди наиболее крупных — реки Матыра, Плавица, Избердейка. Голубой цвет (лазурь) также символ чести, благородства, духовности и возвышенных устремлений.
Красный цвет — символ мужества, силы, труда, красоты и праздника.